# NGC 1120
NGC 1120 is een elliptisch sterrenstelsel in het sterrenbeeld Eridanus. Het hemelobject werd in 1886 ontdekt door de Amerikaanse astronoom Francis Preserved Leavenworth.

## Synoniemen
- IC 261
- PGC 10664
- MCG -3-8-28
- NPM1G -14.0136